# Nage en eau libre aux championnats du monde de natation 1991
Navigation
Rome 1994
Deux épreuves de nage en eau libre sont disputées dans le cadre des Championnats du monde de natation 1991 organisés à Perth (Australie). Elles se déroulent du 7 au 13 janvier 1991.

## Podiums
| Épreuves | Or                                      | Argent                               | Bronze                          |
| Hommes   | Hommes                                  | Hommes                               | Hommes                          |
| -------- | --------------------------------------- | ------------------------------------ | ------------------------------- |
| 25 km    | Chad Hundeby 5 h 1 min 45 s 78          | Sergio Chariandini 5 h 3 min 18 s 81 | David O'Brien 5h 8 min 53 s 35  |
| Femmes   |                                         |                                      |                                 |
| 25 km    | Shelley Taylor-Smith 5 h 21 min 05 s 53 | Martha Jahn 5 h 25 min 16 s 67       | Karen Burton 5 h 28 min 22 s 74 |

## Tableau des médailles
- Pays organisateur

| Rang  | Nation     | Or | Argent | Bronze | Total |
| ----- | ---------- | -- | ------ | ------ | ----- |
| 1     | États-Unis | 1  | 1      | 1      | 3     |
| 2     | Australie  | 1  | 0      | 1      | 2     |
| 3     | Italie     | 0  | 1      | 0      | 1     |
| Total | Total      | 2  | 2      | 2      | 6     |